# OSS 117
Pour les articles homonymes, voir OSS 117 (homonymie).

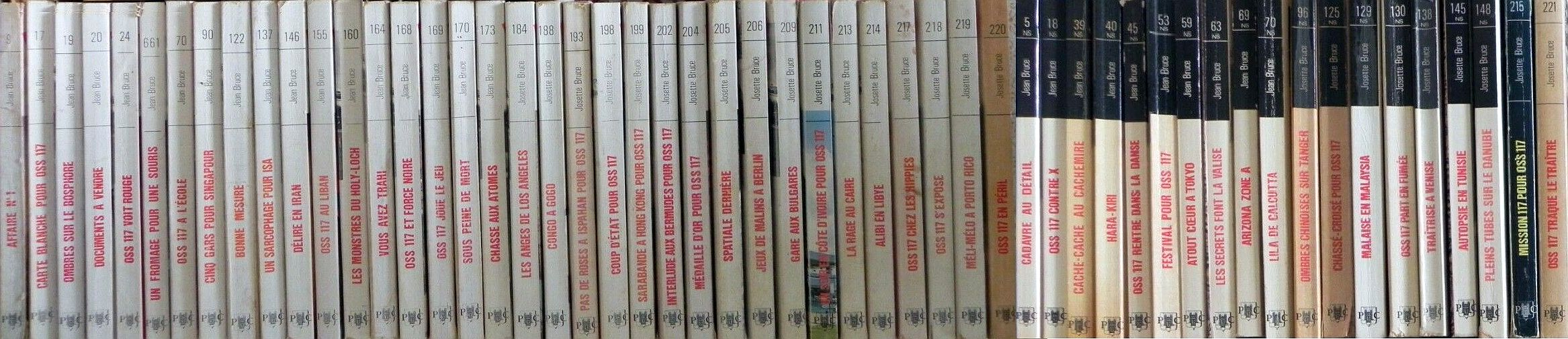
Volumes OSS 117 de Jean Bruce.

OSS 117 est une série de romans d'espionnage créée en août 1949 par l'écrivain français Jean Bruce, reprise à sa mort par son épouse Josette, puis par ses enfants François et Martine. Elle a fait l'objet de nombreuses adaptations, notamment cinématographiques et télévisées. Elle suit les aventures d'un agent secret américain, descendant d'une vieille famille française, Hubert Bonisseur de La Bath, dont « OSS 117 » est le matricule au sein de l’Office of Strategic Services, et compte au total plus de 250 volumes.
La série est l'une des premières du genre en France, et même en Europe — Ian Fleming n'invente James Bond qu'en 1953 — et connaît un grand succès avec 75 millions d'exemplaires vendus dans le monde. Ce succès donne lieu à plusieurs adaptations cinématographiques dès 1957, les plus fameuses étant les quatre films réalisés par André Hunebelle dans les années 1960 et les comédies avec Jean Dujardin dans le rôle titre dans les années 2000 et 2020.

## Personnages

### Le héros
La série met en scène les aventures de l'agent secret Hubert Bonisseur de La Bath, connu sous le matricule OSS 117, qui donne son nom à la série. C'est un espion américain travaillant tout d'abord pour l’Office of Strategic Services (OSS), service de renseignements américain, puis pour la Central Intelligence Agency, qui remplace l'OSS en 1947. Il termine sa carrière dans le National Security Council. La consonance française du nom du héros vient de ses origines familiales : ses ancêtres, des gentilshommes, ont fui la France après la Révolution de 1789 pour s'établir en Louisiane.
Dans les films de la série avec Jean Dujardin, Hubert Bonisseur de La Bath n'est plus un Américain d'origine française, mais bel et bien un Français travaillant pour les services secrets français, le Service de documentation extérieure et de contre-espionnage.

### Autres personnages récurrents
Hormis le héros, Hubert Bonisseur de La Bath, et parmi les autres personnages récurrents de la série, on retient particulièrement :
- Enrique Sagarra est un collègue d'OSS 117. D'origine espagnole, il s'exile à Toulouse après avoir combattu auprès des républicains en Espagne ; durant la Seconde Guerre mondiale, il organise un réseau de résistance avant d'entrer dans l'OSS.
- Monsieur Smith est le chef des deux précédents. Il les envoie en mission à travers le monde, assisté par son second, Howard. Toujours un peu enrhumé et myope, il porte souvent des lunettes à verres épais. Ses lèvres sont grasses, il a des mains de prélat, des yeux larmoyants et des bajoues. Dans les différentes adaptations, son rôle a été tenu successivement par Jacques Mauclair et Billy Kearns dans les films de la série d'André Hunebelle et par Arch Taylor dans le téléfilm de 1971. Dans les films de la série de Michel Hazanavicius et Nicolas Bedos où OSS 117 travaille pour les services secrets français, il est rebaptisé Armand Lesignac et porte des moustaches, il est joué successivement par Claude Brosset, Pierre Bellemare et Wladimir Yordanoff. Tous trois sont décédés après le film dans lequel ils jouaient et dans l'intervalle de chacun des films, l'acteur qui jouait le personnage dans le film précédent n'étant plus là, il fut nécessaire de trouver un remplaçant.
- Le général Stanford est le chef d'Hubert Bonisseur de La Bath au National Security Council.

## Une œuvre familiale: historique et inspirations de la saga

### Avant la série
Bien que les origines du genre soient délicates à définir, le roman d'espionnage francophone fait ses débuts aux alentours des années 1910. Le contexte politique troublé des années précédant la Première Guerre mondiale voit des quotidiens nationalistes lancer de violentes campagnes de presse contre la présence d'Allemands en France en multipliant la publication de romans populaires patriotiques ayant pour thème l'espionnage, sur fond de germanophobie ou d'anglophobie, répondant ainsi, selon Gabriel Veraldi, à la propagande anti-française du roman d'espionnage anglais ou des publications populaires, philosophiques et scientifiques allemandes,. Durant l'entre-deux-guerres, en 1936, Pierre Nord, ancien espion lui-même, publie son premier roman, qui a pour thème son ancien métier. Il est considéré à ce titre comme le père du roman d'espionnage francophone.

### Genèse et premiers succès
Ayant notamment travaillé pour Interpol, dans l'aviation civile, été ensuite employé de mairie, acteur dans une troupe ambulante, imprésario, agent d'un réseau de renseignements, inspecteur à la Sûreté, joaillier et secrétaire d'un maharadjah, le Français Jean Bruce commence à rédiger le premier tome de la série d'espionnage OSS 117 en 1949, après avoir rencontré, lors de la Libération de la ville de Lyon, William Leonard Langer, le véritable agent de l'OSS américaine portant le matricule 117,. L'expérience de l'auteur lui permet de rédiger avec un minimum de réalisme et d'assurance les aventures d'OSS 117, qui évolue ainsi dans un monde moderne rempli d'éléments que l'auteur a découvert durant sa vie. Cette documentation et ce vécu indispensables sont renforcés par un tour du monde de l'auteur, réalisé selon lui en « un peu plus de quatre-vingts jours ». Tous les romans de Jean Bruce ont en effet pour point de départ un événement authentique. Ses romans présentent parfois des sous-entendus érotiques, un style qu'il apprécie et qui lui a permis de vivre au début de sa carrière d'écrivain,. Il rédige ainsi 88 volumes d’OSS 117, jusqu'à sa mort dans un accident de voiture en 1963. Ses 88 romans se sont vendus à 24 millions d'exemplaires.

### Reprises

#### Après la mort de Jean Bruce
Sa femme, Josette Bruce, reprend alors la série. Elle rédige 143 livres jusqu'en 1985, date à laquelle elle prend sa retraite à la suite d'une procédure menée à son encontre par sa fille Martine Bruce et son beau-fils François Bruce pour atteinte à leurs droits patrimoniaux et moraux auprès du TGI de Paris. Là où son mari se basait sur des informations de première main, elle s'inspire davantage de ce qu'elle lit : encyclopédies ou autres romans. Elle a fait également appel à des prêtes-plume dont Marc Arno et Roland Piguet. C'est durant cette période que le succès de la série atteint son apogée, avec plus de 50 000 exemplaires vendus par tome.
En 1987, la série est reprise par les deux enfants de Jean Bruce, François et Martine Bruce, respectivement beau-fils et fille de Josette Bruce. Les 24 volumes dont ils sont les auteurs contiennent davantage de références littéraires, mais aussi de sexe et de sadisme.

#### Les auteurs
- Jean Alexandre Brochet dit Jean Bruce (1921-1963), écrivain français, créateur de la série. Il épouse X puis, en secondes noces, Josépha Pyrzbyl (1920-1996), qui continue cette même série.
  - (1) François Brochet dit François Bruce (1947), qui reprend la série ;
  - (2) Martine Brochet dit Martine Bruce (1947), qui reprend la série.

## Écriture
OSS 117 est devenu au cours des années un véritable pilier de l'espionnage de fiction, de par toutes les caractéristiques plus ou moins réalistes de l'espion qu'elle contient. La série a contribué très fortement à la perception par le grand public de ce corps de métier, perception qui s'est ancrée durablement dans l'imaginaire collectif. Ainsi, on y trouve un héros « sportif en pleine possession de ses moyens, au visage énergique et buriné de prince pirate, au regard clair, à l'ironie tranquille, se posant sur les êtres et les choses avec cette assurance née d'une vie riche en aventures, son charme ne laissant aucune femme insensible. », « un homme de haute taille, bâti en athlète, avec de larges épaules musclées, avec l'assurance d'un champion et l'allure d'un prince. Un visage d'aventurier comme on n'en avait vu qu'au cinéma, avec un nez droit et des lèvres sensuelles, des cheveux châtains coupés très court et des yeux bleus dont on soutenait difficilement le regard. ». Il a pour mission d'œuvrer pour le bien dans un environnement de guerre froide toujours brouillé et peuplé d'espions ennemis, de nazis, de Russes, de Chinois et autres, appartenant à diverses mafias ou organisations de malfaiteurs en tous genres. Le héros est aussi entouré de jeunes et jolies femmes dont certaines deviennent vite des conquêtes amoureuses, qu'elles soient ses alliées ou non. Il est à noter que ces jeunes filles ne sont généralement pas les mêmes d'un tome à l'autre, ce qui consolide ce caractère de « tombeur », de « Don Juan », qui entra lui aussi dans l'imaginaire collectif sur lequel se fonderont toutes les parodies et références qui seront par la suite faites de ce genre d'univers fictif. Ces clichés seront par exemple repris ironiquement dans les deux dernières comédies de 2006 et 2009 tirées de la saga qui en regorgent.
OSS 117 est souvent considéré comme une saga de « romans de gare » simplistes et à l'écriture très peu développée. Ce supposé manque de profondeur peut s'expliquer par le fait que les différents auteurs devaient livrer plusieurs romans par année,. Cette caractéristique est loin d'être niée par les auteurs comme Josette Bruce qui déclare à Frédéric Dard (auteur de San-Antonio) : « Vous êtes un écrivain, mon mari, lui, n’est qu’un fabricant. ».

## Publication
La série paraît originellement aux éditions Fleuve noir dans les collections Spécial Police, puis Espionnage, avant d'être reprise par les Presses de la Cité dans les collections Un mystère, puis Espionnage. Enfin, à la fin des années 1990 et dans les années 2000, l'éditeur Michel Lafon réédite une quinzaine de romans de Jean Bruce, soit en volumes séparés, soit sous forme de recueils en incluant plusieurs. Des rééditions ont lieu aussi à l'occasion des derniers films.
Quatre rééditions au format poche sont disponibles en librairie depuis septembre 2020 aux éditions Archipoche (Gâchis à Karachi, Strip-tease pour OSS 117, Atout coeur à Tokyo et OSS 117 prend le maquis, tous signés par Jean Bruce). Quatre autres titres sont disponibles depuis le 8 juillet 2021 (Le sbire de Birmanie, Partie de Manille pour OSS 117, Les monstres du Holy Loch et OSS 117 préfère les rousses). Un coffret comportant les huit rééditions est sorti le 7 octobre 2021 avec en cadeau la réédition de Valse viennoise pour OSS 117 .

## Liste des œuvres littéraires
Romans de la série sortie originellement aux éditions Fleuve noir, puis Presses de la Cité :
Œuvres de Jean Bruce (de 1949 à 1963) (88 volumes)
- Tu parles d'une ingénue (Ici OSS 117)
- Tous des patates (OSS 117 et Force Noire)
- Une gosse qui charrie (OSS 117 joue le jeu)
- Faut pas s'y fier
- Romance de la mort
- Ne jouez pas avec les filles
- Cadavre au détail
- OSS 117 appelle
- Trahison
- Contact impossible
- Piège dans la nuit
- Une vraie panthère
- Cessez d'émettre
- L'arsenal sautera
- Une poule et des poulets
- Cité secrète
- Vous avez trahi
- Un fromage pour une souris
- L'espionne s'évade
- OSS 117 contre X
- Chasse aux atomes
- Pas une pour racheter l'autre
- Tortures
- Pays neutre
- Alerte
- À qui perd gagne
- Angoisse
- Sous peine de mort
- OSS 117 n'est pas mort
- Bonne Mesure
- OSS 117 répond toujours
- Un sarcophage pour Isa
- Carte blanche pour OSS 117
- OSS 117 top secret
- Ombres sur le Bosphore
- Meurtre sur l'Acropole
- Affaire n°1
- Inch Allah
- Tirez les ficelles
- Cache-cache au Cachemire
- Hara-Kiri
- Les Marrons du feu
- Documents à vendre
- Travail sans filet
- Dernier quart d'heure
- OSS 117 rentre dans la danse
- OSS 117 s'en occupe
- OSS 117 voit rouge
- Noël pour un espion
- Visa pour Caracas
- OSS 117 n'est pas aveugle
- OSS 117 tue le taon
- OSS 117 franchit le canal
- Festival pour OSS 117
- Chinoiseries pour OSS 117
- Plan de bataille pour OSS 117
- Partie de manille pour OSS 117
- Un as de plus à Las Vegas
- Le Sbire de Birmanie
- Atout cœur à Tokyo
- Moche coup à Moscou
- Gâchis à Karachi
- Panique à Wake
- Les secrets font la valise
- Pan dans la lune
- Cinq Gars pour Singapour
- Double bang à Bangkok
- Délire en Iran
- Métamorphose à Formose
- Arizona zone A
- Lila de Calcutta
- Tactique arctique
- Agonie en Patagonie
- Poisson d'avril
- À tuer
- OSS 117 à l'école
- Du lest à l'Est
- Plein gaz pour OSS 117
- OSS 117 préfère les rousses
- OSS 117 prend le maquis
- OSS 117 ? Ici Paris
- Fidèlement vôtre... OSS 117
- Strip-tease pour OSS 117
- OSS 117 au Liban
- Les Espions du Pirée
- Les Monstres du Holy-Loch
- Valse viennoise pour OSS 117
- OSS 117 à Mexico

Œuvres de Josette Bruce (de 1966 à 1985) (143 volumes)
- Les Anges de Los Angeles
- Halte à Malte
- Réseau zéro
- Palmarès à Palomarès
- Congo à gogo
- OSS 117 contre OSS
- Boucan à Bucarest
- Ombres chinoises sur Tanger
- Des pruneaux à Lugano
- Pas de roses à Ispahan
- Détour à Hambourg
- Avanies en Albanie
- Tornade pour OSS 117
- Coup d'État pour OSS 117
- Sarabande à Hong-Kong
- Surprise-partie en Colombie
- Finasseries finlandaises
- Interlude aux Bermudes
- Vacances pour OSS 117
- Médaille d'or pour OSS 117
- Spatiale dernière
- Jeux de malins à Berlin
- OSS 117 récolte la tempête
- Magie blanche pour OSS 117
- Gare aux Bulgares
- Zizanie en Asie
- Un soir en Côte-d'Ivoire
- Dans le mille au Brésil
- La Rage au Caire
- Alibi en Libye
- Mission 117 pour OSS 117
- Coup de dingue à St-Domingue
- OSS 117 chez les hippies
- OSS 117 s'expose
- Méli-mélo à Porto-Rico
- OSS 117 en Péril
- OSS 117 traque le traître
- Chassé-croisé pour OSS 117
- OSS 117 joue de la Polonaise
- OSS 117 aime les Portugaises
- OSS 117 voit tout en noir
- OSS 117 malaise en Malaysia
- OSS 117 part en fumée
- Du sang chez les Afghans
- OSS 117 liquide
- Balade en Angola
- Intermède en Suède
- Maldonne à Lisbonne
- Hécatombe pour OSS 117
- Ramdam à Lausanne
- Traîtrise à Venise
- Dérive sur Tananarive
- Péril sur le Nil
- OSS 117 cherche des crosses
- Frénésie à Nicosie
- Sérénade espagnole pour OSS 117
- Matin calme pour OSS 117
- Autopsie en Tunisie
- TNT à la Trinité
- OSS 117 dans le brouillard
- Pleins tubes sur le Danube
- OSS 117 riposte
- OSS 117 sur la brèche
- Plaies et bosses à Mykonos
- OSS 117 aux commandes en Thaïlande
- Tango sur une corde à piano
- Franc et fort à Francfort
- OSS 117 gagne son pari à Paris
- OSS 117 et la bombe de Bombay
- OSS 117 en conflit à Bali
- OSS 117 entre en lice à l'île Maurice
- Plein chaos chez Mao
- Durs à cuire à Curaçao
- Cavalcade à Rio
- Trois Maltaises pour OSS 117
- OSS 117 fin prêt à Taipeh
- Ultimatum pour OSS 117
- Rencontres à Ibiza pour OSS 117
- Safari pour OSS 117
- Corps à corps pour OSS 117
- OSS 117 sur un volcan à Abidjan
- OSS 117 pêche en Islande
- Tête de Turc en Turquie
- Coup d'éclat à Prétoria
- OSS 117 dernier sursis en Yougoslavie
- Coup de barre à Bahrein
- OTAN pour OSS 117
- Coup de main pour OSS 117
- Perfidies en Birmanie pour OSS 117
- Dernier round au Cameroun
- Dérapage en Alaska
- Vol de Noël pour OSS 117
- Coup de projecteur pour OSS 117
- Croisière atomique pour OSS 117
- Imbroglio pour OSS 117
- À feu et à sang pour OSS 117
- OSS 117 gagne la belle
- Combat dans l'ombre pour OSS 117
- OSS 117 joue les mercenaires
- Plan d'urgence pour OSS 117
- Choc à Bangkok pour OSS 117
- Panique en Afrique pour OSS 117
- Bagarre au Gabon pour OSS 117
- OSS 117 remporte la palme au Népal
- OSS 117 sème la désunion à la Réunion
- OSS 117 compte les coups
- Déluge à Delhi pour OSS 117
- OSS 117 chez les sorciers
- Coup de masse aux Bahamas
- OSS 117 mise en scène au Sénégal
- Accrochage sur l'Acropole pour OSS 117
- Rallye pour OSS 117
- OSS 117 au finish
- Coup d'arnaque au Danemark
- Sans fleurs ni Floride pour OSS 117
- OSS 117 arrête le massacre
- OSS 117 ne perd pas la tête
- Folies en Italie pour OSS 117
- Alarme en Afrique australe pour OSS 117
- Salades maltaises pour OSS 117
- Panique à la Martinique pour OSS 117
- Coup de sang à Ceylan pour OSS 117
- Cauchemar irlandais pour OSS 117
- OSS 117 sur un volcan
- Sarabande pour OSS 117
- OSS 117 au Levant
- S.O.S. Brésil pour OSS 117
- California zéro pour OSS 117
- Coup de poker pour OSS 117
- K.O. à Tokyo pour OSS 117
- Casse-tête chinois pour OSS 117
- Pas de pigeon à Venise pour OSS 117
- Hallali en Australie pour OSS 117
- Que viva Mexico OSS 117
- Québec point zéro pour OSS 117
- Commando fantôme pour OSS 117
- Tuerie en Turquie
- L'Enfer du désert pour OSS 117
- OSS 117 traqué à l'île de Pâques
- Piège à Berlin pour OSS 117
- Mission pyramides pour OSS 117
- Priorité absolue pour OSS 117
- Anathème à Athènes pour OSS 117

Œuvres de François et Martine Bruce (de 1987 à 1992) (24 volumes)
- OSS 117 est mort
- La Nubienne
- Le Contrat
- Le Cartel
- Un drôle de candidat
- Viennoiseries pour Hubert Bonisseur de la Bath
- S.O.S. Kurdistan
- Quiproquo corse
- Mourir à El Paso
- Harlem virus
- Le Vampire des Carpates
- Hong Kong Folies
- Paranoïa parisienne
- Une ville en otage
- Rumba roumaine
- Casse-tête suédois
- Rodéo dans Rome
- Rendez-vous à Berlin
- Des carats dans le caviar
- Passe-passe pour Hubert Bonisseur de la Bath
- Compte à rebours
- Toccata à Tokyo
- Bangkok cocktail
- OSS 117 prend le large

## Succès et répercussions culturelles
Cette série littéraire, l'une des premières du genre en France, a pu profiter de l'attrait du public pour l'espionnage, un thème grandissant à l'époque de la guerre froide. Elle a pu surfer, à une époque, sur les vagues de cette mode relancée par James Bond dont la réputation n'est plus à faire, ainsi que par les différentes adaptations cinématographiques de la série qui trouvèrent leur public, notamment les deux séries principales d'André Hunebelle et de Michel Hazanavicius avec Jean Dujardin, et qui poussèrent certains à lire ou relire les livres. Le succès s'explique aussi par le fait que les récits sont extrêmement documentés, et de ce fait un tant soit peu réalistes ; ils sont même souvent basés sur des faits réels (surtout ceux de Jean Bruce). La qualité des couvertures, à la fois suggestives et parfois drôles (dessins presque hyper-réalistes de femmes parfois dénudées,, de cadavres,), a contribué aussi au succès de la série. Ces dessins sont également un des symboles de cet univers, à tel point que ce sont certaines de ces couvertures qui sont à l'origine du projet des films de 2006 et 2009 de Michel Hazanavicius. En effet, les producteurs Éric et Nicolas Altmayer avaient quelques souvenirs de ces couvertures dans la bibliothèque de leurs parents. Il en va de même pour les titres, souvent basés sur des calembours : Moche Coup à Moscou, Faut pas s'y fier, Cache-cache au Cachemire, Tactique arctique ou encore Arizona zone A,.
La série avait notamment, parmi ses fans, Pierre Salinger qui a d'ailleurs écrit la préface d'un des recueils, John Fitzgerald Kennedy, Jean Cocteau, ou encore Gérard de Villiers qui s'en inspira pour son SAS, rien que pour le nom, par exemple, qui ressemble beaucoup au nom de la série.
Ce succès ne fut cependant pas immédiat. En effet, ce n'est qu'à partir de 1950, avec Romance de la mort, que les ventes s'envolent, en raison de la mise en avant par l'actualité de l'espionnage (Blocus de Berlin, mise en place du rideau de fer...). C'est le véritable commencement de la guerre froide ; à partir de maintenant, OSS 117 combattra « l'Est ». Les nuances à apporter à ce succès proviennent également du succès tout aussi voire plus considérable de ses nombreux rivaux littéraires tels que James Bond de Ian Fleming, San-Antonio, Francis Coplan de Paul Kenny, ou encore SAS de Gérard de Villiers.
En Italie, les traductions ont été publiées par Arnoldo Mondadori Editore dans la collection Segretissimo (it).
Au total, les 255 romans de la saga OSS ont été traduits en 17 langues, édités dans 21 pays et vendus à 75 millions d’exemplaires.

## Adaptations
Les bandes dessinées.
C’est Pierre Degournay, dessinateur de presse déjà bien connu, qui va donner un visage à Hubert Bonisseur de la Bath, dans son atelier de L’Isle Adam. Au cours de différents entretiens avec Jean Bruce, dans sa propriété de Chantilly, ce dernier décrit le personnage qu’il imagine :
« Beau gosse, mais ni gorille ni play-boy, musclé mais racé, décontracté mais toujours prêt à bondir, galant avec les femmes, dur avec les hommes. En bref, un prince-pirate… »
En 1962, dans les pages du Parisien Libéré, OSS 117 prend vie, sous les pinceaux de Pierre Degournay. A la fin de cette même année, c’est Kerwyn Mathews qui est choisi pour incarner le rôle d’OSS 117 dans le film d’André Hunebelle OSS 117 se déchaîne

### Cinéma

#### Liste des œuvres cinématographiques
Depuis 1957, l'agent OSS 117 a fait l'objet de nombreuses adaptations cinématographiques et télévisées. En voici la liste, :
Le tout premier, réalisé par Jean Sacha
- 1957 : OSS 117 n'est pas mort (Ivan Desny)

Série d'André Hunebelle
Les films suivants ont été réalisés par André Hunebelle, sauf le quatrième, co-scénarisé par Terence Young, qu'il s'est contenté de produire en laissant la réalisation à Michel Boisrond. Il s'agit de la licence phare des années 1960 sur OSS 117, que Hunebelle mena en parallèle de sa Trilogie Fantômas.
- 1963 : OSS 117 se déchaîne (Kerwin Mathews)
- 1964 : Banco à Bangkok pour OSS 117 (Kerwin Mathews)
- 1965 : Furia à Bahia pour OSS 117 (Frederick Stafford)
- 1966 : Atout cœur à Tokyo pour OSS 117 (Frederick Stafford) réalisé par Michel Boisrond
- 1968 : Pas de roses pour OSS 117 (John Gavin)

Série avec Jean Dujardin
Deux autres films ont été réalisés dans les années 2000 par Michel Hazanavicius, avec Jean Dujardin dans le rôle principal. Il s'agit de comédies d'espionnage sur un ton plus libre que les films antérieurs et ne se plaçant pas dans la continuité de ceux-ci. Ils se veulent parodiques tout en rendant hommage au cinéma des années 1950, 1960 et 1970. Un troisième film a été réalisé par Nicolas Bedos en 2021.
- 2006 : OSS 117 : Le Caire, nid d'espions (Jean Dujardin)
- 2009 : OSS 117 : Rio ne répond plus (Jean Dujardin)
- 2021 : OSS 117 : Alerte rouge en Afrique noire (Jean Dujardin)

Autres réalisateurs
D'autres réalisateurs ont également fait des films adaptés des romans de Jean Bruce pour le cinéma et la télévision et mettant en scène OSS 117. Les réalisations suivantes sont indépendantes les unes des autres et des séries cinématographiques précédemment cités. 
- 1970 : OSS 117 prend des vacances (Luc Merenda)
- 1971 : OSS 117 tue le taon (Alan Scott) (téléfilm)

Autres films
Trois autres films ont été réalisés dans les années 1960 d'après les romans d'OSS 117 de Jean Bruce, mais pour des raisons de droits, les films suivants n'ont pu utiliser le nom du personnage principal et ont changé le nom du personnage d'OSS 117.
- 1960 : Le Bal des espions (Michel Piccoli)
- 1967 : Cinq Gars pour Singapour (Sean Flynn)
- 1967 : Le vicomte règle ses comptes (Kerwin Mathews)

#### Débuts au cinéma
Au moment du regain de popularité de la série grâce aux films de Michel Hazanavicius dans les années 2000, on a souvent comparé OSS 117 à James Bond et tout aussi souvent pensé qu'OSS 117 était une copie ou une série « à la James Bond ». Cette confusion s'explique par la ressemblance de l'univers, des actions et mêmes des héros de ces deux séries. À tort, car l'espion français fit en fait son apparition sur le marché de l'espionnage de fiction en 1949, soit 4 ans avant la sortie du premier James Bond, Casino Royale, de Ian Fleming. Puis au cinéma, Hubert Bonisseur de La Bath garda également la primeur, avec le film au succès modéré OSS 117 n'est pas mort de Jean Sacha tiré du roman OSS 117 n'était pas mort avec notamment Ivan Desny qui sortit en 1957, soit cinq ans avant le premier film tiré de la saga britannique (James Bond contre Docteur No en 1962).
En 1960, c'est Michel Piccoli qui interprète le personnage dans Le Bal des espions de Michel Clément mais sous le nom cette fois de « Brian Cannon », car les scénaristes durent remplacer le nom du héros, les droits du roman de Jean Bruce Documents à vendre dont le film est tiré n'étant pas libre d'adaptation à l'époque.

#### Série d'Hunebelle et autres films des années 1960

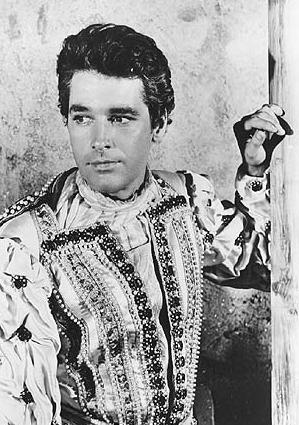
Kerwin Mathews, interprète emblématique d'OSS 117

Certes, OSS 117 a donc moins réussi son entrée cinématographique que son rival britannique désormais plus célèbre pour ses films. Cependant Hubert Bonisseur de La Bath revient sur grand écran plus brillamment en 1963 avec OSS 117 se déchaîne d'André Hunebelle inspiré de OSS 117 prend le maquis, surfant sur la vague du succès de James Bond contre Docteur No de Terence Young, sorti trois mois avant. Kerwin Mathews (s'étant distingué dans Les voyages de Gulliver de Jack Sher en 1960 ou Le Septième Voyage de Sinbad de Nathan Juran en 1958) y tient le premier rôle, et Robert Hossein celui de son ennemi. Ces deux films rassemblent donc le public. Grâce aux deux séries de films : Fantômas et OSS 117, la carrière d'André Hunebelle s'envole. Avec en 1963, OSS 117 se déchaîne puis, en 1964, les deux films : Banco a Bangkok pour OSS 117, tiré du roman Lila de Calcutta toujours avec Mathews dans le rôle phare, et Fantômas, suivis de Furia a Bahia pour OSS 117 adapté de Dernier quart d'heure avec Frederick Stafford faisant ses tout premiers pas au cinéma et Fantômas se déchaîne tous deux de 1965 et enfin en 1967 : Fantômas contre Scotland Yard et Pas de roses pour OSS 117, adapté du roman de Josette Bruce : Pas de roses à Ispahan, avec notamment un nouvel OSS 117 interprété par John Gavin (déjà vu notamment dans Psychose d'Alfred Hitchcock en 1960), et à nouveau Robert Hossein pour le second rôle. Ce succès, qui constitue l'envol du cinéaste, arrive à point nommé, au moment où la Nouvelle Vague est très en vogue, et où les remarques négatives et directes de la part des artistes et critiques (notamment François Truffaut) issus du mouvement sont nombreuses à son égard. Hunebelle cède finalement et se fait plus discret à la fin des années 1960,.

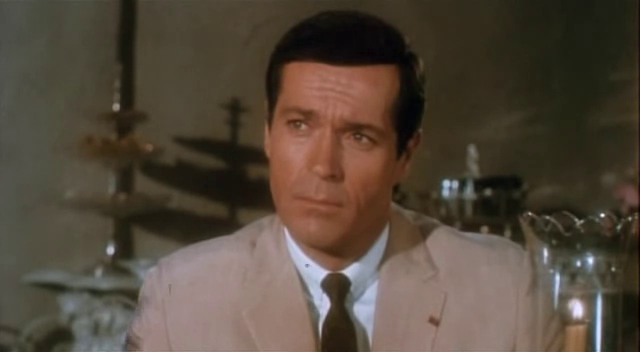
Frederick Stafford en 1969.

Un autre OSS 117 sort en 1967, il s'agit de Cinq Gars pour Singapour de Bernard Toublanc-Michel dans lequel le héros interprété par Sean Flynn (fils d'Errol Flynn) prend le nom d'Art Smith. Pour ce film, le nom « OSS 117 » n'a pas pu être utilisé, pour les mêmes raisons que pour Le bal des espions, à savoir que les auteurs n'ont pas voulu payer les droits d'adaptation. En outre, sort en 1966 : Le vicomte règle ses comptes, tiré d'autres romans de Jean Bruce, consacrés quant à eux au personnage de Clint de la Roche dit « Le Vicomte », avec à nouveau Kerwin Mathews, très récemment évincé par Hunebelle qui l'a fait remplacer dans sa série originale et qui signe ici un retour sous les caméras de l'oscarisé Maurice Cloche. La même année, le « vrai » OSS revient dans Atout cœur à Tokyo pour OSS 117, coécrit par Terence Young (réalisateur de plusieurs James Bond) et réalisé par Michel Boisrond avec Stafford en  Hubert Bonisseur de La Bath, l'acteur a par ailleurs gagné un peu plus d'expérience depuis Furia à Bahia.

#### Dans les années 1970
Dans les années 1970, Hubert Bonisseur de La Bath ne fait l'objet que de deux adaptations au cinéma, plutôt mal reçues par la critique, à savoir : la « semi-parodie », OSS 117 prend des vacances en 1970, d'après le roman : Vacances pour OSS 117 de Josette Bruce, avec Luc Merenda dans le premier rôle et OSS 117 tue le taon en 1971, un téléfilm avec Alan Scott qui est la seule adaptation portant le titre exact du roman dont il est adapté. Mais OSS 117 ne suscite déjà plus l'enthousiasme et va continuer son chemin uniquement dans le domaine littéraire, pour quelques décennies encore, au travers des écrits de Josette, François et Martine Bruce.

#### Série d'Hazanavicius

##### Un hommage aux années 1950-1960

Logo du film OSS 117 : Rio ne répond plus.

Le Caire, nid d'espions de 2006 et Rio ne répond plus de 2009 sont de véritables hommages aux films des années 1950-1960 (en particulier les James Bond tournés avec Sean Connery ou Roger Moore, ainsi que l'œuvre d'Alfred Hitchcock et, dans une moindre mesure, les premiers OSS d'André Hunebelle). En effet, pour recréer l'univers de cette période dont les thèmes cinématographiques sont entrés dans l'imaginaire collectif, ils sont réalisés « à la manière de... » en essayant de respecter les codes et les modes de fabrication d'alors. Les professionnels de tous les domaines nécessaires au tournage d'un film, réunis autour de Michel Hazanavicius, ont donc été sollicités pour que la ressemblance avec ces films soit totale et très soignée. Pour le personnage joué par Jean Dujardin, le jeu est pensé à partir des performances d'Eddie Constantine et de Sean Connery. Il s'est aussi inspiré du détective joué par Paul Newman dans le film Détective privé. Néanmoins, parce que les films sont bien des comédies, certains de ces éléments ont été un peu décalés pour s'en moquer gentiment et subtilement. Mais même réalisés simplement en bonne et due forme, certains se suffisent à eux-mêmes pour faire rire un public du XXIe siècle. Hazanavicius réfute le côté parodique de ses adaptations et préfère parler de « comédies de détournement ».
Un troisième opus, OSS 117 : Alerte rouge en Afrique noire, réalisé par Nicolas Bedos, sort le 4 août 2021 sur les écrans français.

##### Caractéristiques principales du personnage

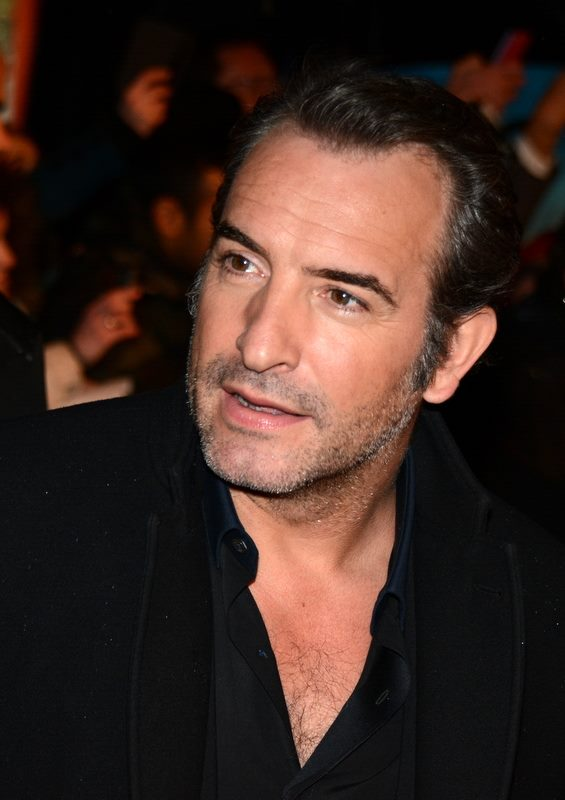
Jean Dujardin en 2014.

L'équipe du film a souhaité que le personnage interprété par Jean Dujardin soit doté d'un esprit qualifié de « franchouillard », représentatif de la vision qu'ont les scénaristes et le réalisateur des Occidentaux, a fortiori des Français à l'aube des années 1960. OSS 117 est montré comme ancré dans son époque, cet après-guerre, teintée de colonialisme, de patriotisme, de chauvinisme ou encore de machisme à l'image de son inconditionnel soutien au président Coty. Ces traits de sa personnalité le rendent souvent maladroit, refusant obstinément d'abandonner ses convictions dans aucune situation, même les plus périlleuses. En ayant par exemple un petit bourrelet au ventre, en portant sans cesse un maillot de corps blanc ou en laissant se former des taches de sueur sur ses vêtements, il garde « son petit côté français », selon Jean Dujardin, à contre-courant de l'image du héros sans faille et bien sous tous rapport. OSS 117 est également montré comme un homme sûr de lui, fier, soucieux de son allure et de son physique, ce qui le rend parfois égoïste, car trop centré sur lui. Il ne se rend pas forcément compte de ce que ressentent les autres. Néanmoins, pour ces deux films, les auteurs n'ont pas mis de côté les qualités physiques et mentales du héros traditionnel : il est grand, beau, viril, séduisant (comme en témoignent ses nombreuses conquêtes), il est capable d'apprendre vite, ne relâche jamais sa méfiance vis-à-vis de l'ennemi, il sait danser le tango, lire parfaitement les hiéroglyphes, etc.
Les auteurs ont profité des travers d'OSS 117, qu'ils considèrent comme étant représentatifs de l'époque, pour faire tenir au personnage principal des propos racistes, xénophobes ou encore machistes touchant toutes les populations (juifs, Asiatiques, musulmans, hippies, nains... et même plus largement les femmes). Ces propos provoqueraient, hors du contexte, l'indignation du spectateur, ce qui a permis à l'équipe du film de mettre en scène ces situations sans aucune limite. Le spectateur, en riant de ces propos « n'a rien à se reprocher », déportant ainsi la honte d'avoir provoqué l'indignation sur Hubert Bonisseur de La Bath. C'est en effet le personnage principal qui pourrait ressentir cette gêne devant les regards surpris, ou désapprobateurs de ses interlocuteurs. Le spectateur peut aussi se rattacher à ceux-ci et ils sont, selon Michel Hazanavicius, indispensables au film pour qu'il ne prenne les défauts dont il voulait se moquer. Mais le héros lui-même n'éprouve pas ce sentiment car, comme dit précédemment, il ne se rend que trop rarement compte de l'effet que peuvent avoir ses actes ou ses mots sur les autres, ce qui peut quand même le rendre « touchant et sympathique », selon l'analyse de Bérénice Bejo. De plus, pour des longs-métrages se réclamant des années 1950, le fait que ce soient des femmes qui aident le héros dans ses enquêtes est un élément supplémentaire qui rend le personnage plus acceptable pour des films sortis dans les années 2000. Encore une fois, c'est le jeu entre OSS 117 et son entourage qui crée un décalage et donc le comique de ces scènes. Les auteurs se sont aussi amusés à dénuer OSS 117 de capacités de déduction, à le rendre victime d'un cruel manque d'intuition (il est par exemple capable de passer à côté d'indices plus qu'évidents) et d'une bêtise juvénile, voire puérile (un rien l'amuse, il ne peut s'empêcher de rire aux éclats de manière forcée, par exemple quand un ami lui sert à boire ou lors d'un trajet en voiture). Cela est assez éloigné du personnage original imaginé par Jean Bruce, mais peut également le rendre plus attachant et émouvant, selon Aure Atika.
Le jeu de Jean Dujardin est quant à lui inspiré de celui des acteurs des années 1950. Par exemple, OSS 117 met souvent son pied sur n'importe quel support à basse hauteur (capot de voiture, chaise, canapé...), à la manière de John Wayne. C'est une occasion pour lui de lancer une réplique qu'il croit subtilement drôle mais qui est en fait très lourde. Il porte et pointe souvent son arme avec l'autre main libre, soit levée, soit posée sur le bras qui tire, et utilise aussi un vocabulaire désuet (ses expressions les plus utilisées sont : « mascarade », « à la bonne heure », « qu'est-ce que c'est ce que ce pataquès ? », « cocasse » ou encore « le jeu en vaut la chandelle »). Ce vocabulaire est, une fois encore, en total décalage avec la situation. Jean Dujardin a également beaucoup travaillé son jeu de mouvements de sourcils, laissant transparaître les pensées du personnage (surprises, colère...) comme les acteurs avaient coutume de le faire à l'époque, bien que ses mouvements soient souvent accentués à l'extrême pour provoquer plus facilement le rire. Les scènes de baisers, de par leur longueur ou leur exacerbation, sont aussi des clins d'œil à des acteurs comme Jean Marais dont les scènes d'amour restent dans les mémoires du public. Avant de s'engager dans quelque lieu ou véhicule, OSS 117 tourne la tête à gauche et à droite, ces éléments étaient aussi présents dans les films références, mais sont ici poussés à l'extrême.

### Autres adaptations
La série littéraire a également été l'objet de deux pièces de théâtre écrites par Jean Bruce lui-même, mises en scène à l'origine par Robert Manuel et jouées dans le « Pépinière Théâtre » qui porta différents noms au fil du temps. En 1955, la comédie policière À bout portant débute au théâtre de la Potinière, avec Alfred Adam et Frédérique Hébrard, puis le 20 décembre 1960, la pièce appelée OSS 117 débute au théâtre des Deux-Masques, avec notamment Alain Lionel et Claudine Coster. En 1960, après la rencontre entre Jean Bruce et Georges Reich à l'Alpe d'Huez, un ballet fut créé pour être joué à l'Olympia avec en plus du réalisateur George Reich, l'autre danseur Vassili Soulitch. Ce ballet fut commandé à Jean Bruce par le directeur des Ballets Ho, lui-même mandaté par Bruno Coquatrix.
En 1962, c'est à la radio qu'OSS 117 s'implante avec l'émission OSS 117 raconte, diffusée sur Europe 1, dans laquelle Jean Bruce parle de ses romans. Plus tard, en Algérie, Radio Alger diffuse des petits feuilletons quotidiens tirés de la série.
Enfin, la saga a également été adaptée en bande dessinée en petit format chez Arédit/Artima, filiale des Presses de la Cité. La revue de bande dessinée OSS 117 compte 73 numéros entre avril 1966 et août 1982 dans la collection « Comics Pocket ».
En septembre 2015, les éditions Soleil lancent une nouvelle adaptation en bande-dessinée scénarisée par Gihef et dessinée par Pino Rinaldi avec l'aval et le soutien de Martine et François Bruce. Souhaitant au départ se rapprocher du côté parodique des films d'Hazanavicius, le scénariste, pour des questions de droits d'adaptation, s'est par la suite tourné vers une mise en image de l'univers original de la série de Jean Bruce aiguillé en cela par Martine Bruce,,,.

## Couvertures
1. ↑  Couverture de Tactique arctique.
2. ↑  Couverture de Plein gaz pour OSS 117.
3. ↑  Couverture de Cadavre au détail.
4. ↑  Couverture de OSS 117 à Mexico.

Consultées sur le site Oss117.org, le 27 avril 2010.